# آر إس سوبالاكشمي
الأخت آر. إس. سوبالاكشمي (يُلفظ الاسم أحيانًا سوبولاكشمي أو سوبهالاكشمي) (بالإنجليزية: Subbulakshmi أو Subhalakshmi) (18أغسطس عام 1886 - 20 ديسمبر عام 1969)، مصلحة اجتماعية ومعلمة في الهند.

## عملها
في عام 1912، أسست سوبالاكشمي اتحاد سارادا للسيدات بهدف وضع أرضية اجتماع ومنصة لربات المنازل والسيدات الأخريات لتعزيز الوعي فيما بينهن فيما يتعلق بالمشاكل الاجتماعية وتشجيعهن على تعليم أنفسهن في دار سارادا إيلام أو منزل الأرملة، الذي يهدف بدوره إلى إعادة تأهيل وتعليم الأرامل صغار السن في مدراس. في وقت لاحق، أي في عام 1921 أو 1927، أنشأت سوبالاكشمي دار سارادا فيديالايا تحت رعاية اتحاد سيدات سارادا. في عام 1922، افتتحت كلية ليدي ويلينغدون للتدريب ومدرسة براكتيس وعملت كأول مديرة لها. أسست أيضًا مدرسة سريفيديا كالانيلايام، وهي مدرسة للنساء البالغات في ميلابور أُنشأت في عام 1942، وأثناء فترة عملها كرئيسة نادي ميلابور للسيدات، شكلت جمعية مدرسة نادي ميلابور للسيدات في عام 1956، والتي أعيدت تسميتها بعد ذلك باسم مدرسة فيديا ماندير في ميلابور. بالإضافة إلى ذلك، في عام 1954، شاركت أيضًا في إنشاء مركزًا للرعاية الاجتماعية للنساء والأطفال في قرية مادامباكام بالقرب من تامبارام.

## الجوائز والتكريمات
تم تكريمها من قِبَل حكومة الراج البريطاني بمنحها الميدالية الذهبية للخدمة العامة (لقب إمبراطور الهند) في عام 1920، ثم في عام 1958، بعد استقلال الهند، منحتها الحكومة الهندية وسام بادما شري.

## مهنتها في السياسة
أثناء فترة عملها في الخدمة الحكومية بمنصب مديرة كلية ليدي ويلينغدون للتدريب والمشرفة على نزل آيس هاوس، مُنعت سوبالاكشمي من الانضمام إلى الجمعية الهندية النسائية. نتيجة لإصرارها على استمرار العمل في المدرسة، تنازلت سوبالاكشمي عن معتقداتها وجهودها ضد زواج القصر. ومع ذلك، وباستخدام طلاقتها في اللغة التاميلية، بذلت جهودها لإلغاء زواج القصر وتشجيع تعليم الفتيات. عُقد المؤتمر التاريخي الأول لمؤتمر نساء عموم الهند الذي تم إنشاؤه حديثًا، والذي أطلق عليه اسم «مؤتمر نساء عموم الهند حول إصلاح التعليم»، في كلية فيرغسون، بونا في يناير عام 1927. كانت سوبالاكشمي إحدى المندوبات البارزات الثمانية والخمسين ممن حضرن هذا الاجتماع. دعمت بقوة قانون تقييد زواج القصر، الذي صدر في عام 1930، ومثلت أمام لجنة جوشي التي صاغت القانون الذي ساعد في رفع سن الزواج للفتيات إلى أربعة عشر عامًا والفتيان إلى ستة عشر عامًا. بعد التقاعد، شاركت في أنشطة الجمعية الهندية النسائية، والتي من خلالها تعرفت على آني بيزنت وأخريات. عملت كعضو مرشح في مجلس مدراس التشريعي من عام 1952 حتى عام 1956.

## وفاتها
توفيت سوبالاكشمي في 20 ديسمبر من عام 1969 في اليوم الحادي عشر من أيام إيكاداشي القمرية.